# Jardim Botânico Tropical
El Jardín Botánico Tropical de Lisboa (en portugués: Jardim Botânico Tropical de Lisboa o también Jardim Museu Agrícola Tropical de Lisboa) es un jardín botánico de unas 7 hectáreas de extensión, perteneciente como Centro al "IICT", que se encuentra en Lisboa. 
Es miembro del BGCI, de la Asociación Ibero-Macaronésica de Jardines Botánicos y presenta trabajos para la Agenda Internacional para la Conservación en los Jardines Botánicos.
Su código de reconocimiento internacional como institución botánica (en el Botanical Gardens Conservation International BGCI), así como las siglas de su herbario es LISJC.

## Localización
La entrada del Jardim Botânico Tropical se sitúa en el « Largo dos Jerónimos » , en Belém, próximo al Monumento de « Chão Salgado » y del Monasterio de los Jerónimos.
Jardim Botânico Tropical, Largo de Belém, Lisboa, 1400-209 Portugal.
Planos y vistas satelitales.38°44′N 9°9′O / 38.733, -9.150
- Promedio Anual de Lluvia: 617 mm
- Altitud: 30.00 m s. n. m.

Se encuentra abierto al público en general.

## Historia
Creado en 1906 con el nombre de Jardim Colonial, fue enfocado como un centro de estudio y de experimentación de culturas, así como un espacio de recogida de información sobre la agricultura colonial, habiendo mantenido viva y actual su actividad científica e investigadora sobre la agricultura y plantas tropicales desde entonces hasta nuestros días.

## Colecciones
Entre sus plantas hay representantes de Asia, América, y una nutrida representación de las pertenecientes a la Flora africana, se encuentran agrupadas como:
- Árboles y arbustos tropicales, Melaleuca lanceolata, Araucaria bidwillii, Ficus macrophylla de Australia, Ficus sycomorus de África oriental, Ficus religiosa de Asia, Sequoia sempervirens, Cinnamomum burmanii, Eucommia ulmoides, Ginkgo biloba, Pittosporum tobira, Psidium litorale, Metrosideros excelsa, Casimiroa edulis, Eugenia uniflora, Aleurites moluccana, ...
- Parras y lianas tropicales
- Plantas tropicales de interés económico, con frutales tropicales de guayabas (Psidium guajava), la nogueira-pecã (Carya illioinensis), la jujubeira-da-china (Ziziphus jujuba), jamboeiro (Syzygium jambos), macadamia (Macadamia tetraphylla), aguacate (Persea americana), chirimoya (Annona cherimola) y la platanera (Musa spp.), ...
- Palmas y cycas, ejemplares de palmeras de las canarias (Phoenix canariensis), palmeras del género Washingtonia (Washingtonia filifera) de las regiones áridas del suroeste de los Estados Unidos, (Washingtonia robusta) originaria del noroeste de México, Yucca gigantea, especies de Cycas, Dioon y Encephalartos que se encuentran amenazadas de extinción y están protegidas por convenios internacionales.
- Jardín oriental, cuya entrada es un arco réplica estilizada, construida en 1940 con ocasión de la «Exposição do Mundo Português», del arco que limita la entrada de la «Pagode da Barra» (es el más antiguo de Macao, con unos doscientos años de antigüedad), encontrándose en esta sección plantas típicas de esta zona Camellia sinensis, diferentes especies de bambús, palmeras, y frutales.
- Palacio de los «Condes da Calheta», edifício del siglo XVII, con un jardín formal con parterres de bojes Buxus sempervirens, el palacio alberga en la primera planta la xiloteca del jardín botánico, encontrándose además el «Centro de Documentação e Informação do IICT», está abierto al público, con entrada por la rua General João de Almeida.
- Colección de especies suculentas, actualmente en recuperación, con ejemplares gigantescos de especies del género Cereus, Aloe, Euphorbia, Hilocereus y Opuntia.
- Banco de germoplasma
- Herbario

## Actividades
En este centro se despliegan una serie de actividades a lo largo de todo el año:
| - Programas de conservación - Programa de mejora de plantas medicinales - Programas de conservación « Ex Situ » - Biotecnología - Estudios de nutrientes de plantas - Ecología - Conservación de Ecosistemas - Programas educativos - Etnobotánica - Exploración - Horticultura | - Restauración Ecológica - Sistemática y Taxonomía - Sostenibilidad - Farmacología - Mejora en la agricultura - Index Seminum - Exhibiciones de plantas especiales - Sociedad de amigos del botánico - Cursos para el público en general |